# Diarhie

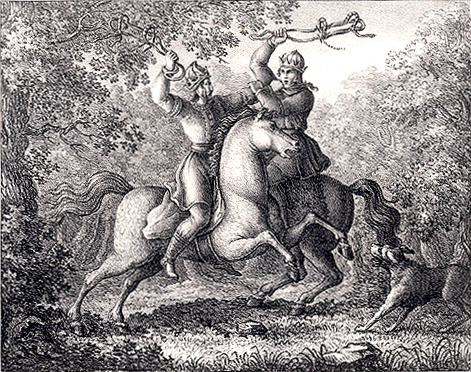
Alaric și Eric, regii legendari ai Suediei, luptându-se cu frâiele cailor lor.

O diarhie este o formă de guvernare în care doi conducători guvernează, conduc și domnesc o societate în poziții egale. Sparta, Roma, Imperiul Inca și Cartagina au fost toate diarhii. Guvernările din Andorra și San Marino sunt exemple de diarhii contemporane.
Termenul provine din greaca veche, mai precis din rădăcinile δι- / di-, „dublu”, și -αρχία / -arhía, „domnie”, putere”.
Teogoniile dualiste, cum ar fi marcionismul sau anumite forme de paulicianism, care susțin că există un dumnezeu bun și un dumnezeu rău, au fost, de asemenea, numite „diarhii”.
Uneori se folosește și termenul de biarhie.